# Пегуша (река)
Пегуша — река в России, протекает в основном в Ярославском районе Ярославской области, исток находится в Гаврилов-Ямском районе; правый приток реки Шакша.
Сельские населённые пункты около реки: Яковлево, Харлово, Васильево.